# Сантібаньєс-де-Тера
Сантібаньєс-де-Тера (ісп. Santibáñez de Tera) — муніципалітет в Іспанії, у складі автономної спільноти Кастилія-і-Леон, у провінції Самора. Населення — 489 осіб (2010).
Муніципалітет розташований на відстані близько 260 км на північний захід від Мадрида, 55 км на північ від Самори.
На території муніципалітету розташовані такі населені пункти: (дані про населення за 2010 рік)
- Сантібаньєс-де-Тера: 322 особи
- Сітрама-де-Тера: 167 осіб

## Демографія
Динаміка населення (INE ):